# Massanassa
Massanassa és un municipi del País Valencià situat a la comarca de l'Horta Sud. Limita amb Alfafar, Catarroja, Paiporta i la ciutat de València.

## Geografia
Situat en la comarca de l'Horta Sud, es troba a 7 km de la capital València i ben prop del parc natural de l'Albufera.

## Història
El fet que la Via Augusta passe pel municipi podria indicar un origen romà però no hi ha cap prova i, per tant, convindrem en què l'origen de Massanassa és àrab i la primera menció escrita que trobem és del poeta Ibn-al-Abbar, que l'esmenta com Manzil Nasr (alqueria de Nasr); àdhuc que abans de la conquesta Jaume I ja començà a repartir terres massanasseres entre els seus fidels, rere la mateixa dona Massanassa a l'orde de Calatrava. Es conserva una carta de població, que segurament no fou la primera, concedida a fur de València l'any 1278, en la qual es fa donació de les terres que fins al moment havien estat ocupades per musulmans, els nous habitants reben les terres en usdefruit perpetu amb la possibilitat de vendre-les, empenyorar-les i llogar-les, sempre que respecten els drets del senyoriu; el pagament de la quarta part de la collita i un cens fix en espècie de quaranta cafissos d'ordi anuals, el pagament del lluisme i el reconeixement de la fadiga; tanmateix, resten obligats a moldre el blat al molí del senyor i a cuir el pa al seu forn, de més, devien pagar la dècima part de la collita al bisbe de València i la primícia al rector de la parròquia.
En 1386 els cavallers de l'orde van cedir l'usdefruit a la família dels Boïl, de rendes en metàl·lic; a les primeries del segle xv, el lloc es va convertir de facto en un senyoriu de l'esmentada família en poder de la qual estigué fins a 1738 en què el senyoriu passà a formar part del patrimoni del marquès de Dos Aigües.
L'abril de 1971 es fundà l'Orfeó Polifònic Massanassa.
El 1988 obrí la Bibliopiscina de Massanassa, una biblioteca afegida a una piscina municipal, la qual és pionera al País Valencià en aquest tipus de projectes. I es mantingué fins almenys el 2001 (Revista d'Arxius i Biblioteques: Compactus 2001).

## Demografia
El cens de Floridablanca, l'any 1787, ofereix la xifra de 1.254 habitants, Cavanilles, l'any 1794, apunta 329 veïns; a mitjans del segle xix tenia, segons Madoz, 1905 i Sanchis Sivera, per a l'any 1922, dona la quantitat de 4.081 habitants.
A data de 2022, Massanassa tenia 9.929 habitants (INE).
| any  | habitants |
| ---- | --------- |
| 1900 | 3.229     |
| 1910 | 3.336     |
| 1920 | 3.342     |
| 1930 | 4.272     |
| 1940 | 4.836     |
| 1950 | 5.023     |
| 1960 | 5.053     |
| 1970 | 6.010     |
| 1981 | 6.983     |
| 1991 | 7.632     |
| 2000 | 7.521     |
| 2010 | 8.918     |
| 2020 | 9.782     |
| 2022 | 9.929     |

## Economia
L'economia, encara que conserva les arrels amb l'agricultura (arròs, cereals i hortalisses) apunta més als sectors industrial (fusta, alimentació, licors, materials per a la construcció) i serveis, grans superfícies d'empreses locals i multinacionals s'assenten en el terme que està enclavat en el Parc Natural de l'Albufera.

## Política i govern

### Composició de la Corporació Municipal
El Ple de l'Ajuntament està format per 13 regidors. En les eleccions municipals de 26 de maig de 2019 foren elegits 7 regidors del Partit Popular (PP), 5 del Partit Socialista del País Valencià (PSPV-PSOE), i 1 de Ciutadans - Partit de la Ciutadania (Cs).
| Eleccions municipals de 26 de maig de 2019 - Massanassa                                                                         |                                          |                                     |                                     |        |          |          |
| Candidatura | Candidatura                              | Candidatura                         | Cap de llista                       | Vots   | Vots     | Regidors |
| | Partit Popular                           |                                     | Paco Comes Monmeneu                 | 2.091  | 42,18%   | 7 (+1)   |
| | Partit Socialista del País Valencià-PSOE |                                     | Clara Quiles Vila                   | 1.575  | 31,77%   | 5 (+2)   |
| | Ciutadans - Partit de la Ciutadania      |                                     | Jorge Román Aroca                   | 303    | 6,11%    | 1 ()     |
| | Altres candidatures                      |                                     |                                     | 955    | 19,97%   | 0 ( -3)  |
| | Vots en blanc                            |                                     |                                     | 33     | 0,67%    |          |
| Total vots vàlids i regidors | Total vots vàlids i regidors             | Total vots vàlids i regidors        | Total vots vàlids i regidors        | 4.957  | 100 %    | 13       |
| | Vots nuls                                | Vots nuls                           | Vots nuls                           | 41     | 0,82%    |          |
| Participació (vots vàlids més nuls)                                                                                             | Participació (vots vàlids més nuls)      | Participació (vots vàlids més nuls) | Participació (vots vàlids més nuls) | 4.998  | 67.95%** |          |
| Abstenció | Abstenció                                | Abstenció                           | Abstenció                           | 2.357* | 32,05%** |          |
| Total cens electoral | Total cens electoral                     | Total cens electoral                | Total cens electoral                | 7.355* | 100 %**  |          |
| Alcalde: Paco Comes Monmeneu (PP) (15/06/2019) Per majoria absoluta dels vots dels regidors (8 vots: 7 de PP i 1 de Cs)         |                                          |                                     |                                     |        |          |          |
| Fonts: JEC, JEZ València. M. Interior, Periòdic Ara. (* No són vots sinó electors. ** Percentatge respecte del cens electoral.) |                                          |                                     |                                     |        |          |          |

### Alcaldes
Des de 2018 l'alcalde de Massanassa és Paco Comes Monmeneu (PP).
| Període                       | Alcalde o alcaldessa                                        | Partit polític | Data de possessió     | Observacions         |
| ----------------------------- | ----------------------------------------------------------- | -------------- | --------------------- | -------------------- |
| 1979–1983                     | Francisco José Soria Pons                                   | PSPV-PSOE      | 19/04/1979            | --                   |
| 1983–1987                     | Juan Quiles Tarazona                                        | PSPV-PSOE      | 28/05/1983            | --                   |
| 1987–1991                     | Juan Quiles Tarazona                                        | PSPV-PSOE      | 30/06/1987            | --                   |
| 1991–1995                     | Juan Quiles Tarazona                                        | PSPV-PSOE      | 15/06/1991            | --                   |
| 1995–1999                     | José Vicente Espinosa Casañ                                 | PP             | 17/06/1995            | --                   |
| 1999–2003                     | José Vicente Espinosa Casañ Vicente Salvador Pastor Codoñer | PP             | 03/07/1999 15/10/2001 | Dimissió/renúncia -- |
| 2003–2007                     | Vicente Salvador Pastor Codoñer                             | PP             | 14/06/2003            | --                   |
| 2007–2011                     | Vicente Salvador Pastor Codoñer                             | PP             | 16/06/2007            | --                   |
| 2011–2015                     | Vicente Salvador Pastor Codoñer                             | PP             | 11/06/2011            | --                   |
| 2015–2019                     | Vicente Salvador Pastor Codoñer Francisco Comes Monmeneu    | PP             | 13/06/2015 30/07/2018 | Dimissió/renúncia -- |
| 2019-2023                     | Francisco Comes Monmeneu                                    | PP             | 15/06/2019            | --                   |
| Des de 2023                   | Francisco Comes Monmeneu                                    | PP             | 17/06/2023            | --                   |
| Fonts: Generalitat Valenciana |                                                             |                |                       |                      |

## Monuments
- Església de Sant Pere Apòstol. Segle XVIII.[9]
- Església de Sant Antoni de Pàdua.
- Alqueria de Sòria. Segle XVIII.
- Pont sobre el barranc de Xiva. Segle XVIII.
- Escoles Velles. 1932
- Antic Ajuntament.
- Casa dels Obrers. 1929.

## Festes i celebracions
Les Festes Majors de Massanassa se celebrin en honor del Crist de la Vida, sent el dia de la Festa, per excel·lència, el 24 de juny, dia de Sant Joan. Les festes comencen dues setmanes abans del dia 24, celebrant-se la presentació oficial i un espectacle musical.
Entre altres actes festius tenen lloc: el Festival de Paelles, la Cavalcada, el Festival de Bandes de Música i la Foguera de Sant Joan.
Immediatament després de les Festes Majors, se celebra "Música i Festa" certamen musical de gran qualitat.

## Fills il·lustres
- Salvador Seguí Pérez (Massanassa, 1939 - 2004) fou un músic, catedràtic de solfeig i teoria de la música, compositor, folklorista i organitzadors de festivals.
- Gabriel Cualladó (Massanassa, 1925 - 2003) fou un fotògraf valencià renovador de la fotografia de mitjans del segle xx.